# Еміль і детективи
«Еміль і детективи» (нім. Emil und die Detektive) — роман німецького письменника Еріха Кестнера, події якого переважно відбуваються у Берліні. Опублікований 1929 року з ілюстраціями Вальтера Тріра. Книга стала першим комерційним успіхом Кестнера, вона була розпродана в Німеччині тиражем в два мільйони, перекладена 59 мовами. Свого часу тільки цей роман письменника уникнув цензури в нацистській Німеччині. Найбільш незвичайним аспектом книги є її реалізм, відсутність очевидного проповідування моралі, можливість вчинкам літературних героїв говорити за себе.

## Сюжет
Історія починається у невеликому німецькому містечку Нойштадт — провінційному німецькому містечку, де живе школяр Еміль Тішбайн. Його батько помер і матір виховує його самостійно, заробляючи їм на проживання перукарством. Вона відправляє сина до своєї сестри у Берлін, на канікули. Із собою вона йому дає 140 марок, що тоді становило місячний заробіток перукаря. Хлопець мав передати 120 марок бабусі, яка живе з його тіткою, а решту залишити собі на витрати та зворотну дорогу. Вона наказує хлопцю бути дуже обачним із грошима, й Еміль вирішує пришпилити гроші до підкладки піджака.
У потязі Еміль знайомиться із пасажирами свого купе, але досить скоро опиняється наодинці із дивним чоловіком у котелку, який відрекомендувався як пан Грундайс. Хлопець засинає, йому сняться яскраві жахіття, і він прокидається на підлозі, без грошей. Еміль вирішує спробувати повернути гроші, знайшовши пана Грундайса. Він сходить на станції «Зоопарк», помітивши в натовпі чорний котелок. Бабуся чекатиме його на зупинці Фрідріхштрасе, але їхати до неї без грошей хлопцеві не хотілося. Школяр не ризикнув звернутися до поліції по допомогу, оскільки вдома, у Нойштадті, його застав місцевий поліцейський за розмальовуванням пам'ятника великому герцогові Карлу, і хлопець боявся, що поліція його за це заарештує. З валізою та квітами для бабусі Еміль побіг за злодієм. Вони обидва сіли на трамвай 177, де за квиток Еміля заплатив гроші якийсь пан Кестнер. Хлопцеві пощастило познайомитися із Густавом, який зібрав знайомих дітей із найближчих дворів, щоб допомогти Емілеві стежити за злодієм і повернути гроші. Ці юні детективи розробили цілу операцію для цього.
Еміль і детективи простежили за Грундайсом до готелю, а наступного дня вони пішли за ним до банку, де злодій хотів обміняти викрадені банкноти на дрібніші купюри. Емілеві вдалося довести, що кошти саме його. Поліція затримує злодія та виявляє, що Грундайс брав участь у недавньому нерозкритому пограбуванні банку. Хлопець отримує винагороду — 1000 марок, пригощає усіх своїх нових друзів та запрошує маму приїхати до міста, адже тепер вона може дозволити собі тиждень не працювати. Історія завершується висновком від бабусі Еміля, що «Гроші завжди потрібно пересилати поштою».

## Продовження
1934 року вийшло продовження пригод Еміля — «Еміль і троє близнюків». У книзі описуються пригоди Еміля та друзів на березі Балтійського моря, два роки по пригодах у першому романі. Частково події ґрунтуються на досвіді самого Кестнера літом 1914 року, які він описав у автобіографії «Коли я був маленьким хлопчиком».
Друга книга не набула такої популярності, адже невдовзі видавати книги Кестнера заборонили, а наявні книги спалили. Перший роман був надто популярним і не вважався небезпечним, тому він не підпав під цензуру.

## Адаптації
Історію екранізовували декілька разів. Ранній німецький фільм 1931 року знімався за сценарієм молодого Біллі Вайлдера, якому допомагав Емерік Пресбургер (у титрах його не зазначено), а Еміля грав Рольф Венкгауз. Стрічка стала комерційним успіхом і вважається найкращою телеадаптацією. 1935 року вийшов британський римейк німецького фільму, 1954 року вийшов німецький римейк першої стрічки, 1964 року вийшов американський фільм виробництва The Walt Disney Company, 2001 року вийшла ще одна німецька екранізація. У 1952 році також зняли британський телесеріал на три серії по 35 хвилин.
Театр Red Earth поставив першу адаптацію твору для сцени у Великій Британії. Їхню п'єсу, співпродюсерами якої виступив Midlands Arts Centre (mac), ставили в Англії із вересня по листопад 2013 року. Адаптація та режисура — Венді Раус й Аманда Вайльд, дизайн — Лора МакВен, з творчим сценічним текстом і піктограмами Домінік Маллін, світло — Олександра Стаффорд, хореографія — Яна Долан. Акторський склад: Джон Афзал, Пола Джеймс і Ден Вілліс. Сценічний менеджер — Каті Босомворт.

## Переклади
Книгу перекладено 59 мовами. Українською мовою роман переклала Катерина Гловацька.